# Tabora (region)
Tabora – region (mkoa) w Tanzanii.
W 2002 roku region zamieszkiwało 1 710 465 osób. W 2012 ludność wynosiła 2 291 623 osoby, w tym 1 129 730 mężczyzn i 1 161 893 kobiety, zamieszkałe w 383 432 gospodarstwach domowych.
Region podzielony jest na 7 jednostek administracyjnych drugiego rzędu (dystryktów):
- Igunga District Council
- Kaliua District Council
- Nzega District Council
- Sikonge District Council
- Urambo District Council
- Uyui District Council
- Tabora Municipal Council

## Klimat
| Miesiąc                          | Sty    | Lut  | Mar  | Kwi    | Maj   | Cze  | Lip  | Sie  | Wrz  | Paź    | Lis    | Gru    | Roczna |
| -------------------------------- | ------ | ---- | ---- | ------ | ----- | ---- | ---- | ---- | ---- | ------ | ------ | ------ | ------ |
| Średnie temperatury w dzień [°C] | 28.5   | 29.7 | 30.4 | 28.6   | 29.1  | 30.0 | 30.4 | 31.2 | 33.0 | 32.6   | 29.3   | 28.5   | 30,1   |
| Średnie temperatury w nocy [°C]  | 17.9   | 15.9 | 15.2 | 17.5   | 16.9  | 14.6 | 14.9 | 16.3 | 18.4 | 19.8   | 18.6   | 17.1   | 16,9   |
| Opady deszczu [mm]               | 4782.8 | 2098 | 3114 | 3822.7 | 411.5 | 0    | 0    | 0    | 0    | 1371.6 | 3789.7 | 4927.6 | 24 318 |
| Źródło: 2016-12-03               |        |      |      |        |       |      |      |      |      |        |        |        |        |